# 汉娜·克卢格曼
汉娜·克卢格曼（Hannah Klugman，2009年2月18日—），英国女子网球运动员。

## 早年生活
克卢格曼出生于泰晤士河畔金斯頓，在温布尔登村长大，她在西区俱乐部（Westside Club）首次接触网球。她的第一位教练是艾莉森·泰勒（Alison Taylor），即前温布尔登四强选手罗杰·泰勒的妻子。她从九岁起开始接受本·哈兰（Ben Haran）的指导。她是四个女孩中最小的一个，受姐姐们的影响开始打网球。
克卢格曼童年时期还曾参与曲棍球、篮网球、游泳和跑步等运动。在2019冠状病毒病疫情封锁结束后，她选择专注于网球。2023年10月，克卢格曼重申了她希望留在温布尔登高中以完成她的中等教育普通證書（GCSE）课程的愿望。然而，几个月后她转向了在线学习。

## 职业生涯
克卢格曼自九岁起就在科巴姆的利兹网球学校（Reeds Tennis School）接受本·哈兰（Ben Haran）的指导。哈兰曾与英国职业网球选手杰克·德雷珀和丹·埃文斯合作。
克卢格曼于2022年3月在英国拉夫堡举行的J3级别赛事中首次亮相ITF青少年巡回赛，并赢得了冠军。当时年仅13岁零一个月，这使她成为赢得J3或更高级别赛事最年轻的英国选手，从而超越了艾玛·拉杜卡努早前的成就，后者曾在相近的年龄赢得过一个较低级别的J5赛事。接下来的一周，她在拉夫伯勒赢得了第二个J3级别冠军，这次未失一盘。12月，她闯入了14岁以下组橘子碗的决赛。
2023年4月，克卢格曼击败米卡·斯托伊萨夫列维奇，赢得了在LTA国家网球中心（位于罗汉普顿）举行的LTA青少年全国锦标赛16岁以下女子单打冠军。
同年晚些时候，在14岁时，她在2023年温布尔登网球锦标赛上战胜了意大利种子选手费代丽卡·乌尔杰西，取得了她职业生涯中的首场青少年大满贯单打正赛胜利。在该项赛事的女子青少年双打比赛中，她与队友伊莎贝尔·莱西闯入决赛。在决赛中，她们直落两盘负于捷克组合阿莱娜·科瓦奇科娃和劳拉·萨姆松。
2023年9月，克卢格曼在2023年美国网球公开赛中闯入了女子青少年单打和双打的四分之一决赛。在单打四分之一决赛时她因伤退赛。
2023年10月，她获得外卡得以参加在英国什魯斯伯里举行的成年组赛事资格赛。她成功通过资格赛，以14岁之龄成为ITF女子世界网球巡回赛10万美元级别赛事中最年轻的资格赛晋级选手，打破了科科·高夫创造的纪录。她在什鲁斯伯里闯入了四分之一决赛，之后被当时世界排名第115位的奧塞昂·多丹淘汰。
2023年12月，年仅14岁的克卢格曼在佛罗里达州赢得了18岁以下组橘子碗杯冠军，她在四分之一决赛击败了劳拉·萨姆松，半决赛击败四号种子伊娃·约维奇，决赛中以6-3、6-3击败了当时代表美国参赛的选手蒂拉·卡泰丽娜·格兰特。
2024年1月，克卢格曼参加了2024年澳大利亚网球公开赛的青少年组比赛，与徐铭格搭档闯入了女子青少年双打半决赛。
2024年6月，她获得外卡得以参加2024年温布尔登网球锦标赛的单打资格赛。在资格赛首轮，她击败了彼得拉·马尔钦科，第二轮击败了琳达·弗鲁赫维尔托娃。她在资格赛最后一轮负于美国选手阿莉西娅·帕克斯。
2024年10月，她与拉娜·阿库娅·施托伊贝尔搭档，闯入了在什鲁斯伯里举行的GB职业系列赛决赛（ITF100级别赛事），对手是徐铭格和阿米莉亚·拉杰茨基，她们最终直落两盘告负。
2025年1月，她与埃默生·琼斯搭档闯入了2025年澳大利亚网球公开赛的女子青少年双打决赛。在决赛中，她们直落两盘负于美国双胞胎组合安妮卡·佩尼科娃和克里斯蒂娜·佩尼科娃。
2025年3月，她闯入了西班牙W35特拉萨站网球赛的半决赛，三盘负于莉莉·塔格尔。2025年4月，她在英国青少年全国锦标赛中获得亚军，负于米卡·斯托伊萨夫列维奇。
2025年6月，她在2025年法国网球公开赛上首次闯入青少年大满贯单打半决赛，之后三盘战胜保加利亚选手罗西察·邓切娃进入决赛，成为自1976年的米歇尔·泰勒以来首位闯入法网青少年组决赛的英国选手。她在决赛中直落两盘负于奥地利选手塔格尔。
克卢格曼凭借外卡在2025年诺丁汉网球公开赛上完成了她的WTA巡回赛正赛首秀，但在首轮直落两盘负于四号种子尤利娅·普京采娃。

## ITF女子巡回赛决赛

### 双打: 1 (0胜1负)
| 图例              |
| ----------------- |
| W100赛事 (0胜1负) |

| 场地类型决赛成绩 |
| ---------------- |
| 硬地 (0胜1负)    |

| 结果 | 胜–负 | 日期       | 赛事名称           | 级别 | 场地     | 搭档                   | 对手                     | 比分     |
| ---- | ----- | ---------- | ------------------ | ---- | -------- | ---------------------- | ------------------------ | -------- |
| 负   | 0–1   | 2024年10月 | GB什鲁斯伯里, 英国 | W100 | 室内硬地 | 拉娜·阿库娅·施托伊贝尔 | 阿米莉亚·拉杰茨基 徐铭格 | 4–6, 1–6 |

## 青少年大满贯决赛

### 单打: 1 (0胜1负)
| 结果 | 年份   | 赛事名称       | 场地 | 对手        | 比分     |
| ---- | ------ | -------------- | ---- | ----------- | -------- |
| 负   | 2025年 | 法国网球公开赛 | 红土 | 莉莉·塔格尔 | 2-6, 0-6 |

### 双打: 2 (0胜2负)
| 结果 | 年份   | 赛事名称           | 场地 | 搭档          | 对手                                | 比分     |
| ---- | ------ | ------------------ | ---- | ------------- | ----------------------------------- | -------- |
| 负   | 2023年 | 温布尔登           | 草地 | 伊莎贝尔·莱西 | 阿莱娜·科瓦奇科娃 劳拉·萨姆松       | 4–6, 5–7 |
| 负   | 2025年 | 澳大利亚网球公开赛 | 硬地 | 埃默生·琼斯   | 安妮卡·佩尼科娃 克里斯蒂娜·佩尼科娃 | 4–6, 2–6 |